# 範多龍太郎
範多 龍太郎（はんた りゅうたろう、1871年2月20日（明治4年1月2日） - 1936年（昭和11年）11月10日）は、日本の商人（範多商会、雑貨貿易商）、実業家、造船技術者。日本の造船の近代化を開拓した。

## 人物
1871年、イギリス人実業家E・H・ハンターと平野愛子の間に生まれ、平野龍太郎として日本の戸籍に入る。龍太郎は神戸市で育ち、神戸一中、神戸商業講習所を卒業後、ドイツのオーデルキルヘン中学に留学し、さらにスコットランドのグラスゴー大学で造船工学と土木工学を修めて、1893年（明治26年）に帰国した。その直後、係累の途絶えていた範多才助なる戸籍を紹介され、同年12月31日付けで範多姓を継承して、範多龍太郎と改名した。平野姓を名乗っていた範三郎ら弟妹たちも範多姓に改められた。
その後、E・H・ハンター商会も合名会社範多商会と改称して、範多龍太郎が経営を引き継ぎ、1895年（明治28年）には大阪鉄工所の所主にも就任して、経営の近代化に取り掛かかる。1916年（大正5年）、大阪保険社長。兵庫県在籍。住所は大阪市西区川口町。

## 家族・親族
範多家
- 妻（1880年 - ?、兵庫士族、湯本善太郎の長女）[2]
- 息子[2]
- 長女[2]